# Zbigniew Madaliński
Zbigniew Madaliński (ur. 17 grudnia 1897 w Warszawie, zm. 18 marca 1983 w Siedlcach) – kapitan Wojska Polskiego, działacz niepodległościowy, kawaler Orderu Virtuti Militari.

## Życiorys
Urodził się 17 grudnia 1897 w Warszawie, w rodzinie Józefa i Ewy z Rogaczewskich. W 1909 rozpoczął naukę w szkole technicznej Jerzego Kühna. W listopadzie lub grudniu 1913 został członkiem Związku Strzeleckiego. W sierpniu 1914 wstąpił do Legionów Polskich i wziął udział w bitwie pod Kostiuchnówką podczas której został ranny w dniu 6 lipca 1916.
Od 1 grudnia 1918 w odrodzonym Wojsku Polskim, skierowany został do służby na polsko-litewskiej linii demarkacyjnej. Uczestniczył w wojnie polsko-bolszewickiej, sprawując od dnia 14 lipca 1920 dowództwo nad kompanią ochotników wileńskich. Szczególne zasługi położył w dniu 24 lipca tego roku w trakcie bitwy pod Kuźnicą Białostocką, kiedy to otoczony przez liczniejszego wroga stawił mu skuteczny opór i uniknął niewoli. Za wykazane w tej bitwie bohaterstwo podchorąży Zbigniew Madaliński z grupy Bieniakonie został odznaczony Krzyżem Srebrnym Orderu Virtuti Militari.
Po wojnie pozostał w Wojsku Polskim. 23 sierpnia 1924 prezydent RP mianował go podporucznikiem w korpusie oficerów piechoty z dniem 1 lipca 1924 oraz ze starszeństwem z dniem 1 stycznia 1924 i 1. lokatą. Po promocji został przeniesiony do 82 pułku piechoty w Brześciu. Awansowany na porucznika piechoty ze starszeństwem z dniem 1 stycznia 1926 i 1. lokatą. W 1927 został przeniesiony do 54 pułku piechoty w Tarnopolu. Z dniem 31 października 1928 został przeniesiony w stan spoczynku. Mieszkał w Wołominie, ul. Trakt Warszawski 24. W 1934 jako porucznik stanu spoczynku zajmował 1. lokatę w swoim starszeństwie w korpusie oficerów piechoty. Znajdował się wówczas w ewidencji PKU Warszawa Miasto III i przynależał do Oficerskiej Kadry Okręgowej Nr I, pozostając oficerem przewidzianym do użycia w czasie wojny.
Wziął udział w walkach polskiego września, podczas których dowodził kompanią w Samodzielnej Grupie Operacyjnej „Polesie”. Uniknąwszy niewoli przedostał się w połowie stycznia 1940 do Francji. Tam wstąpił do Wojska Polskiego i awansował na kapitana.
W 1947 wyjechał z Anglii do Kanady, ale w 1978 wrócił do Polski. Zmarł 18 marca 1983 w Siedlcach i został pochowany na cmentarzu Centralnym (sektor XIII, rząd W, grób 13). Był dwukrotnie żonaty. W 1928 ożenił się z Janiną Korwin-Krukowską, a w 1936 z Łucją Urbańską (1911–1997). Druga żona służyła podczas II wojny światowej w armii gen. Władysława Andersa oraz w 300 Dywizjonie Bombowym „Ziemi Mazowieckiej". Była kapralem Pomocniczej Lotniczej Służby Kobiet o specjalności kancelistka. Zbigniew Madaliński nie posiadał potomstwa.

## Ordery i odznaczenia
- Krzyż Srebrny Orderu Virtuti Militari nr 5865 – 20 listopada 1922[14][1]
- Krzyż Niepodległości – 20 grudnia 1932 „za pracę w dziele odzyskania niepodległości”[15][16]
- Krzyż Zasługi Wojsk Litwy Środkowej nr 1255[16]
- Medal Pamiątkowy za Wojnę 1918–1921[16]
- Medal Dziesięciolecia Odzyskanej Niepodległości[16]
- Odznaka za Rany i Kontuzje z dwiema gwiazdkami[17]
- Odznaka „Za wierną służbę”[17]